# 栃木県立栃木工業高等学校
栃木県立栃木工業高等学校（とちぎけんりつとちぎこうぎょうこうとうがっこう、英称:Tochigi Technical High School）は栃木県栃木市岩出町に所在する公立の工業高等学校。 略称は栃工（とちこう）。

## 設置学科
- 機械科
- 電気科
- 電子情報科

## 概要
1962年に県南地区の拠点校として創立された工業科単独高校である。
校訓「和顔愛語」のもと、ものづくりを通して国際社会を生きる、心豊かな技術者を育成することを目標とする。車椅子修理や「タイ王国における福祉ボランティア活動」等、工業の技術を生かした福祉教育活動を行っている。

## 沿革
- 1962年
  - 1月10日 - 栃木県立栃木工業高等学校設置公示。設置課程は機械科、電子科、電気科。
  - 4月21日 - 栃木県立栃木高等学校講堂を仮校舎として開校。開校式挙行、この日を創立記念日とする。
  - 8月20日 - 本館竣工。
  - 8月27日 - 栃木高校仮校舎より本館に移転。
- 1963年
  - 2月4日 - 校訓「和顔愛語」制定。
  - 3月29日 - 実習工場第１期工事竣工。
  - 4月5日 - 第1校舎竣工。
- 1964年
  - 3月31日 - 実習工場第2期工事、講堂兼体育館竣工。
  - 4月21日 - 校歌制定。
- 1965年
  - 3月1日 - 校旗制定。
  - 3月31日 - 実習工場第3期工事竣工。
- 1972年4月1日 - 情報技術科設置。
- 1978年4月1日 - 電気科と電子科が電気・電子科として一括募集開始。
- 2005年4月1日 - 機械科を1学級減、1学年2学級編成。
- 2019年4月1日 - 電子情報科設置。
- 2021年3月1日 - 電子科と情報技術科が閉科（電子情報科に統合）。

## 部活動・同好会
運動委員会（運動部）
- 野球
- 陸上競技
- バレーボール
- サッカー
- バスケットボール
- テニス
- ソフトテニス
- 卓球
- 剣道
- 空手道
- バドミントン
- 弓道
- 水泳

学芸委員会（文化部）
- 美術・アニメ
- 写真
- 将棋

科学技術委員会（工業系部）
- 無線通信
- 電算機
- 福祉機器製作
- 原動機
- ロボット研究
- 電気技術研究
- 機械研究

## アクセス
- ふれあいバス「栃工高前」または「錦着山南」（栃工高前から徒歩約9分）停留所下車

## 著名な卒業生
- 金子裕 - 佐野市長
- 飯塚富司 - プロ野球審判員、元プロ野球選手
- 寺内崇幸 - 野球監督、元プロ野球選手・栃木ゴールデンブレーブス監督、元読売ジャイアンツ所属